# Barcarolle de Chopin
Pour les articles homonymes, voir Barcarolle (homonymie).

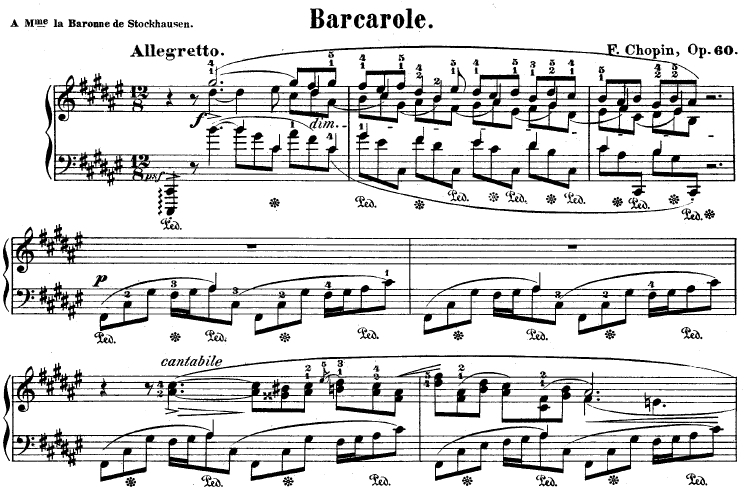
Premières mesures de la barcarolle de Chopin

La Barcarolle en fa dièse majeur, opus 60 est une œuvre pour piano seul de Frédéric Chopin, composée entre l'automne 1845 et l'été 1846 ; elle fut publiée à la fin de cette même année.
Chopin dédia ce morceau à la baronne de Stockhausen, épouse du dédicataire de la Ballade opus 23 et le joua lors du concert qu'il donna chez Pleyel le 16 février 1848.
Le mot barcarolle signifie littéralement « chanson de bateau » et tire son nom du chant des gondoliers vénitiens. La Barcarolle de Chopin est écrite dans le même rythme et dans le ton romantique mais la structure est analogue à la plupart de ses Nocturnes — c'est-à-dire en trois parties, la troisième étant une reprise modifiée de la première.

## Analyse de l'œuvre
Sur un allegretto à 
, une cantilène en tierces est exposée. Un second thème lyrique surgit avec force et puis l'intensité décroît. Un épisode central en la majeur en triolets mène vers un passage Poco piu mosso passionné. Puis réexposition de la cantilène en Fa dièse majeur, mais avec des modifications rythmiques et mélodiques, avant la coda virtuose toute en triples croches, longs traits en notes ornementales. Quatre octaves appuyées  concluent la barcarolle.

La plupart des motifs techniques de la main droite sont des tierces et des sixtes alors que la main gauche joue sur plus d'une octave. Maurice Ravel, qui aimait particulièrement cette pièce, écrivait: 

« … ce thème en tierces, souple et délicat, est constamment vêtu d'harmonies éblouissantes. La ligne mélodique est continue. Un moment, une mélopée s'échappe, reste suspendue et retombe mollement, attirée par des accords magnifiques. L'intensité augmente. Un nouveau thème éclate, d'un lyrisme magnifique, tout italien. Tout s'apaise. Du grave s'élève un trait rapide, frissonnant, qui plane sur des harmonies précieuses et tendres. On songe à une mystérieuse apothéose. »

## Sources
- François-René Tranchefort (dir.), Guide de la musique de piano et de clavecin, Paris, Fayard, coll. « Les indispensables de la musique », 1987, 870 p. (ISBN 978-2213016399, BNF 34978617), p. 248-249